# Sandersellus retrorsus
Sandersellus retrorsus är en insektsart som beskrevs av Nielson 1975. Sandersellus retrorsus ingår i släktet Sandersellus och familjen dvärgstritar. Inga underarter finns listade i Catalogue of Life.